# Église Saint-Hubert de Gandrange (ancienne)
Pour les articles homonymes, voir Église Saint-Hubert de Gandrange.
L'église Saint-Hubert est une église catholique située à Gandrange, en France.

## Localisation
L'église est située dans le département français de la Moselle, sur la commune de Gandrange.

## Historique
L'édifice est classé au titre des monuments historiques en 1896. Il s'agissait auparavant d'une église. Aujourd'hui, les lieux furent transformés en médiathèque. La nouvelle église, construite entre 1977 et 1980 se trouve à côté de la mairie.